# يربوع أندروز ثلاثي الأصابع
يربوع أندروز ثلاثي الأصابع (الاسم العلمي: Stylodipus andrewsi) نوع من القوارض من فصيلة اليربوعيات وجد في الصين ومنغوليا.